# فاطمه عضوم
فاطمه عضوم (بالفرنسية: Fatima Adoum)‏ هي ممثلة فرنسية، ولدت في 14 نوفمبر 1974 في فرنسا.

## أعمال

### أفلام
- (2007) كابتن أبو رائد[2]
- (2011)  لعبة ظلال[3][4]

## وصلات خارجية
- فاطمه عضوم على موقع IMDb (الإنجليزية)
- فاطمه عضوم على موقع ألو سيني (الفرنسية)
- فاطمه عضوم على موقع أول موفي (الإنجليزية)
- فاطمه عضوم على موقع قاعدة بيانات الأفلام السويدية (السويدية)
- فاطمه عضوم على موقع قاعدة بيانات الفيلم (الإنجليزية)
- فاطمه عضوم على موقع كينوبويسك (الروسية)